# Tribsees
Tribsees település Németországban, Mecklenburg-Elő-Pomeránia tartományban. Lakosainak száma 2694 fő (2023. december 31.).

## Népesség
A település népességének változása:
| Lakosok száma | 2647 | 2608 | 2623 | 2669 | 2694 |
|               | 2017 | 2019 | 2021 | 2022 | 2023 |